# Hans Berckhemer

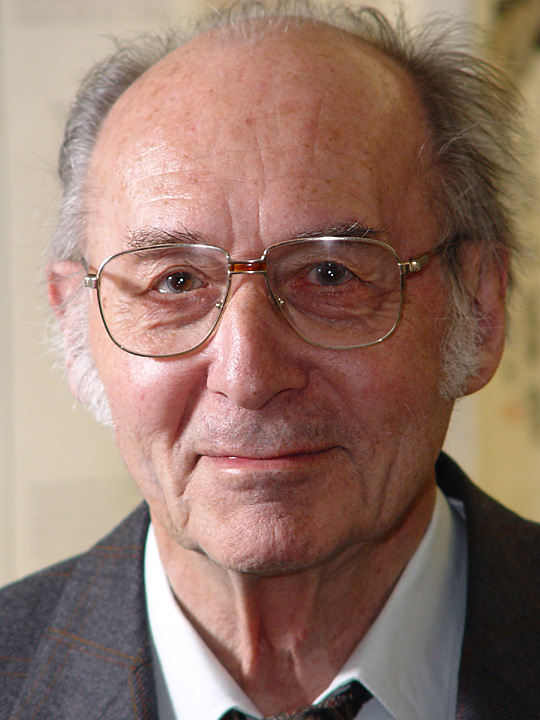
Prof. Hans Berckhemer (2006)

Hans Berckhemer (* 16. Januar 1926 in Stuttgart; † 23. Juli 2014 in Bad Homburg) war ein deutscher Geophysiker.

## Leben
Er war der Sohn des Paläontologen Fritz Berckhemer und studierte 1946 bis 1950 in Stuttgart Physik. Dort wurde er im Jahre 1954 promoviert. Anschließend war er als Fulbrightstipendiat am Lamont Geological Observatory der Columbia-Universität New York und am Seismological Laboratory des California Institute of Technology in Pasadena tätig. Die Habilitation erfolgte 1961 an der Universität Frankfurt. Hier erfolgte zwei Jahre später die Berufung auf den Lehrstuhl Physik des Erdkörpers, den Berckhemer bis zur Emeritierung 1993 bekleidete. Er war auch danach noch mehrere Jahre in der Wissenschaft aktiv. Seit 1990 war er Mitglied der Academia Europaea.

## Wirken
Hans Berckhemer war anfänglich an der Entwicklung und Konstruktion von Seismometern beteiligt und gehörte zu den Pionieren der Breitband-Seismologie. In den 1970er Jahren trug er zum Aufbau der Seismologischen Zentralobservatoriums Gräfenberg bei. In der seismologischen Forschung zählten insbesondere Herdprozesse von Erdbeben und Bruchmechanismen und deren Quantifizierung durch physikalische Parameter zu seinen Schwerpunkten. Hinzu kamen Untersuchungen der Erdkruste und des oberen Erdmantels mit Oberflächenwellen und auch mit refraktionsseismischen Methoden.
Später erweiterte Berckhemer sein Forschungsgebiet um die experimentelle Gesteinsphysik. Hierfür wurde Mitte der 70er Jahre ein Gesteinslabor eingerichtet. Zu den ersten Untersuchungsobjekten gehörten Proben von Mondgesteinen, die durch die Apollo-Missionen gewonnen wurden. Später wurden die Untersuchungen auf Krusten- und Mantelgesteine der Erde ausgeweitet. In diesem Kontext war Hans Berckhemer auch an der Planung und Durchführung des Kontinentalen Tiefbohrprogramms der Bundesrepublik Deutschland sowie zahlreichen weiteren Projekten beteiligt.
Neben der wissenschaftlichen Forschungsarbeit bekleidete Berckhemer auch viele Ämter. So war er u. a. Präsident der IASPEI (1975–1979), Vorsitzender der DGG (1979–1981) sowie Mitglied der Leopoldina. Seit 2001 war Hans Berckhemer Ehrenmitglied der DGG.